# Atriplex rusbyi
Atriplex rusbyi là loài thực vật có hoa thuộc họ Dền. Loài này được Britton mô tả khoa học đầu tiên năm 1895.